# Ливония
Ливо́ния (от лат. Livonia; латыш. Livonija, лив. Līvõmō, эст. Liivimaa — «земля ливов»), также Лифля́ндия (от нем. Livland) — историческая область (со 2-й четверти XIII века по 1561 год — Ливонская конфедерация) на территории современных Латвии и Эстонии.
Земля названа германскими рыцарями-крестоносцами по проживавшему на этой территории финно-угорскому племени ливов. В русском языке долгое время преобладало название «Лифляндия», которое происходит от немецкого Livland. Искажением немецкого слова является польское название «Инфлянты», распространённое на территории Речи Посполитой. «Лифляндией» область называли и во времена её вхождения в состав Российской империи.

## Определение термина
На рубеже XII—XIII веков под Ливонией подразумевается исключительно область расселения ливов: земли по северной стороне Западной Двины, прибрежные территории Рижского залива, на юге — земли куршей (Курляндия); со 2-й четверти XIII века по 1561 год имеется в виду уже вся территория современных Латвии и Эстонии, завоёванная немецкими рыцарями-крестоносцами.

## История региона

### X—XIII века: экспансия русских княжеств
В X веке часть населения, жившего на территории нынешней Эстонии, платила дань князю Владимиру Святославичу.
В 1030 году князь Ярослав Мудрый, покорив часть местных чудских племён, построил в их земле опорный пункт для дальнейшей экспансии — крепость Юрьев (по своему христианскому имени), которую немцы позже переименовали в Дерпт (современный Тарту). Несколько латгальских крепостей возле водного пути Западной Двины были в зависимости от Полоцкого княжества.

### Начало немецкой колонизации
В 1157 году бременские купцы прибыли в Икскюль, построили склады для своих товаров и укрепили их.
В 1184 году августинский монах Мейнард прибыл с купцами к берегам Двины для миссионерской деятельности и получил разрешение на проповедь у полоцкого князя Владимира. Обращение в христианство местных язычников продвигалось очень медленно, хотя патрон Мейнарда архиепископ Бремена Гартвиг II в 1186 году возвёл Мейнарда в сан епископа и создал первую в Ливонии епархию под его началом. 1 октября 1188 года папа Римский Климент III утвердил Мейнарда на «епископство Икскюль на Руси» (in Ruthenia), подчинив его Бременскому епископству и его главе Гартвигу II.
В 1190 году папа Климент III разрешил Мейнарду принять под своё начало всех орденских монахов и священников. В апреле 1193 года вновь избранный папа Целестин III своим письмом выразил ещё большую поддержку миссии, выдав всем пилигримам отпущение грехов (индульгенции).
Вооружённая миссия началась во время правления 2-го епископа, Бертольда, однако в 1198 году Бертольд был убит в бою с ливами, и лишь его преемник епископ Альберт I Рижский (Альберт фон Буксгевден) привёл местных жителей к повиновению, заключив с ними мир, и основал (1201 год) город-крепость Ригу. В 1202 году для военной защиты завоеваний в Ливонии соратник епископа Теодорих основал Орден меченосцев. Распространив христианство в юго-восточной Ливонии, Альберт сначала платил дань полоцким князьям, но, захватив вассальные княжества Полоцка Кукейнос и Герсик (1205), прекратил эти выплаты. Альберт уступил треть покорённой Ливонии рыцарям, и Полоцк с тех пор утратил своё влияние в Ливонии.
Начиная с первой половины XIII века Ливонией начинает называться конфедерация, состоящая из 5 своеобразных административно-территориальных единиц, находящихся в сфере влияния трёх основных политических сил, так или иначе действующих в данном регионе: Ливонский орден, Ватикан, действующий посредством архиепископов и во главе с римским папой, а также немецкое дворянство. Территориально земли делились следующим образом: земли Ливонского ордена, Рижское архиепископство, а также Курляндское, Дерптское и Эзель-Викское епископства, которые номинально находились под влиянием римского папы и германского императора. Официально Ливония носила название Terra Mariana (в буквальном переводе с латинского — «Земля девы Марии»).
- 1343—1345 — Крестьянская война в Эстонии

### С XV века по 1721 год

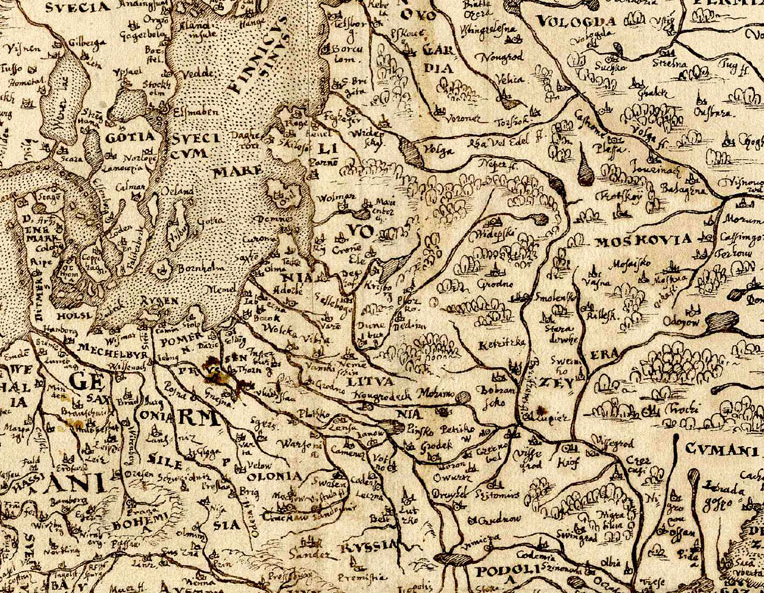
Ливония на карте 1570 года

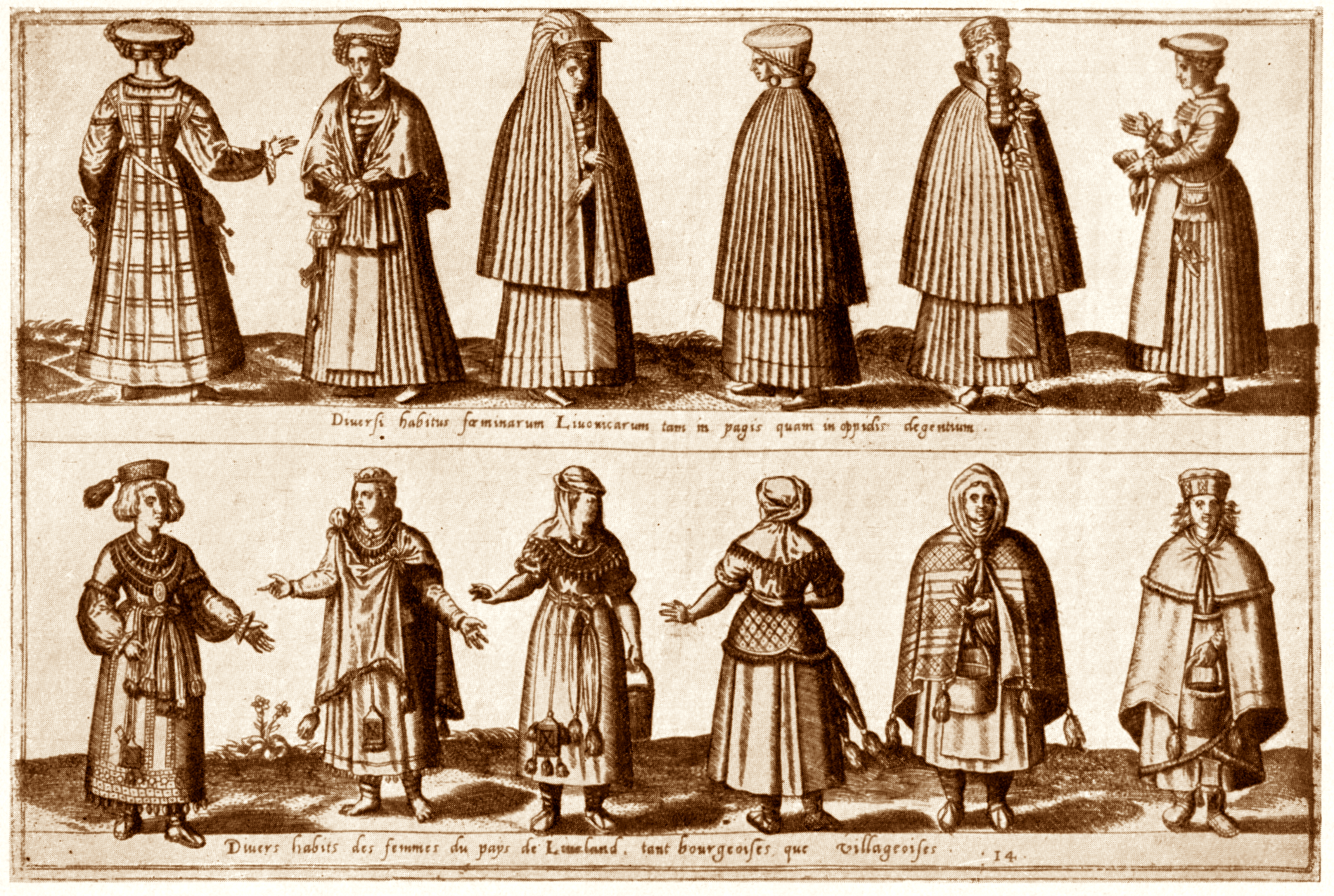
Жители Ливонии на гравюре Авраама де Брейна

С образованием Курляндского герцогства Ливонией стали называть территории современных северной Латвии до Западной Двины и её притока Айвиексте и южной Эстонии, которые перешли под власть Речи Посполитой, а позже — Швеции. В этом последнем, суженном, значении термин «Ливония» был постепенно вытеснен другим — «Лифляндия» (нем. Livland).
После объединения Ордена меченосцев с Тевтонским орденом в 1288 году образовалась Ливонская провинция Тевтонского ордена. Поражение Тевтонского ордена в Грюнвальдской битве 1410 года и Тринадцатилетней войне 1454—1466 годов способствовало ослаблению влияния Тевтонского ордена в Ливонии. Вскоре Ливонский орден избавился от ленной зависимости от епископов и во время борьбы с ними воевал с датчанами, шведами, русскими, литовцами и поляками. В 1442 году между магистром Ливонского ордена и представителем новгородцев боярином Иосифом был заключён мирный договор.
В 1552 году в Риге было введено лютеранство, позже — в Ревеле. К этому времени относится и начало упадка Ордена.

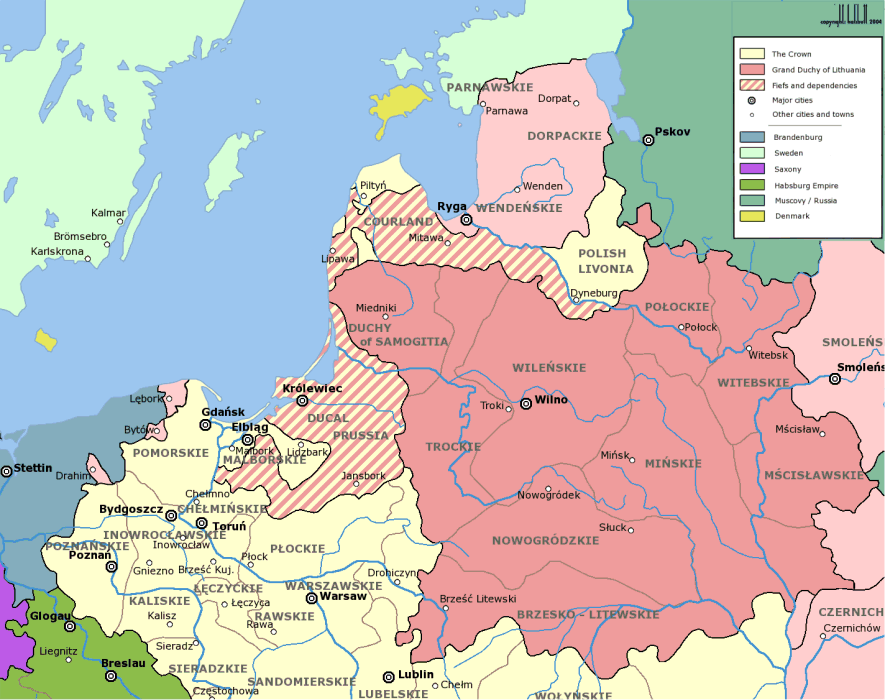
Лифляндия в конце XVII века

Война с Иваном Грозным истощила Ливонию. В 1561 году магистр Готхард Кетлер признал короля польского и великого князя литовского Сигизмунда II Августа правителем Ливонии, и Ливонский орден прекратил своё существование. Г. Кетлер был объявлен наследным герцогом курляндским.
Земли Ливонии разделили на 4 части: Швеция получила Гаррию, Ревель и половину Вирландии, Дания (Магнус) — остров Эзель (ныне Сааремаа) и Пильтен. Г. Кетлеру достались Курляндия и Семигалия. Оставшаяся часть земель Ливонского ордена (юго-запад современной Эстонии и северо-восток современной Латвии) отошла Великому княжеству Литовскому. В 1566 году на этой территории было образовано Задвинское герцогство. До 1569 года герцогство было провинцией Великого княжества Литовского, после Люблинской унии оно стало кондоминиумом Польши и Литвы. Ливонские владения Речи Посполитой обыкновенно назывались польскими Инфлянтами.
После Альтмаркского перемирия 1629 года бо́льшая часть Ливонии вошла в состав Швеции и с 1660 года (заключение Оливского мира) составляла провинцию Шведская Ливония.

### В составе Российской империи

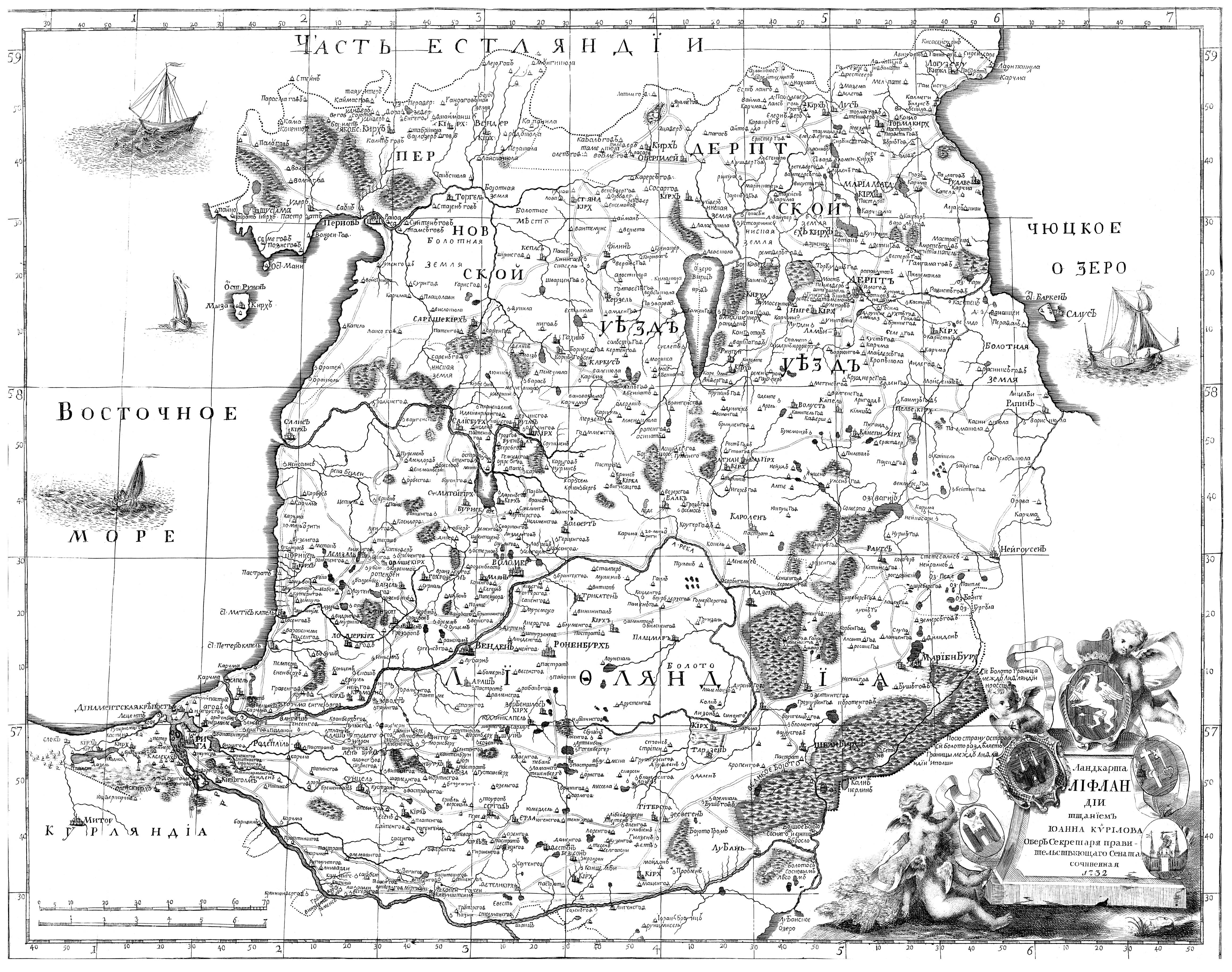
Лифляндия. Атлас Всероссийской империи И. К. Кирилова, 1722—1737 гг.

В конце Северной войны между Россией и Швецией, 30 августа (10 сентября) 1721 года был подписан Ништадтский мирный договор. Швеция признала присоединение к России Лифляндии, Эстляндии, Ингерманландии, части Карелии, а Россия обязалась выплатить Швеции компенсацию в 2 млн ефимков (1,3 млн рублей). На бывшей территории Шведской Ливонии образована Рижская губерния, позднее переименованная в Лифляндскую губернию.
В 1772 году, в результате первого раздела Речи Посполитой, территория польских Инфлянтов вошла в состав Российской империи. Здесь были образованы Динабургский, Люцинский и Режицкий уезды Витебской губернии.
В 1795 году ландтаг Курляндского герцогства упразднил вассальную зависимость от Речи Посполитой, затем территория герцогства была присоединена к Российской империи, составив новообразованную Курляндскую губернию.
По окончании Первой мировой войны южная часть бывшей Лифляндской губернии вошла в состав Латвии, а северная часть — осталась в Эстонии.